# Sisyropa formosa
Sisyropa formosa är en tvåvingeart som beskrevs av Louis-Paul Mesnil 1944. Sisyropa formosa ingår i släktet Sisyropa och familjen parasitflugor. Inga underarter finns listade i Catalogue of Life.